# Xã Riley, Quận Putnam, Ohio
Xã Riley (tiếng Anh: Riley Township) là một xã thuộc quận Putnam, tiểu bang Ohio, Hoa Kỳ. Năm 2010, dân số của xã này là 2.127 người.